# Leptosiaphos hylophilus
Espèce
Leptosiaphos hylophilus est une espèce de sauriens de la famille des Scincidae.

## Répartition
Cette espèce est endémique des environs du lac Tumba en République démocratique du Congo.

## Publication originale
- Laurent, 1982 : Deux lezards interessants de la cuvette centrale zairoise. Revue de Zoologie et de Botanique Africaines, Tervuren, vol. 96, no 2, p. 439-444.